# Ројалтон (Илиноис)
Ројалтон (енгл. Royalton) град је у америчкој савезној држави Илиноис.

## Демографија
По попису из 2010. године број становника је 1.151, што је 21 (1,9%) становника више него 2000. године.
| Група             | 2000.         | 2010.         |
| Белци             | 1.123 (99,4%) | 1.110 (96,4%) |
| Афроамериканци    | 0 (0,0%)      | 2 (0,2%)      |
| Азијати           | 0 (0,0%)      | 3 (0,3%)      |
| Хиспаноамериканци | 3 (0,3%)      | 11 (1,0%)     |
| Укупно            | 1.130         | 1.151         |